# Famagusta
Famagusta (grško Αμμόχωστος, latinizirano: Ammochostos izgovorjava [aˈmːoxostos]; turško Gazimağusa turška izgovorjava: [ɡaːzima˟usa]) ali Mağusa) je mesto na vzhodni obali Cipra. Leži vzhodno od Nikozije in ima najgloblje pristanišče na otoku. V srednjem veku (zlasti pod pomorskima republikama Genova in Benetke) je bila Famagusta najpomembnejše pristaniško mesto na otoku in vrata za trgovino s pristanišči Levanta, od koder so trgovci po Svilni cesti prenašali svoje blago v Zahodno Evropo. Staro obzidano mesto in deli sodobnega mesta so de facto pod nadzorom Severnega Cipra. Famagusta je glavno mesto okrožja Gazimağusa v Severnem Cipru.

## Ime
V antiki je bilo mesto znano kot Arsinoe (starogrško Ἀρσινόη), po grški kraljici Arsinoe II. iz Egipta, s tem imenom pa ga je omenil Strabon. V knjigi Stadiasmus Maris Magni iz 3. stoletja je zapisano kot Ammochostos (Αμμόχωστος), kar pomeni »skrit v pesku«, kot ga Grki še vedno imenujejo. To ime se je razvilo v Famagusta (prvotno Famagouste v francoščini in Famagosta v italijanščini), ki se uporablja v zahodnoevropskih jezikih in v njegovo turško ime Mağusa. V turščini se mesto imenuje tudi Gazimağusa; Gazi v turščini pomeni bojevnik (na koncu iz arabščine, kar pomeni tisti, ki se bori v sveti vojni), mesto pa je uradno prejelo naziv po letu 1974. Staro mestno jedro je dobilo vzdevek »mesto 365 cerkva« zaradi legende, da se je Famagusta na svojem vrhuncu ponašala z eno cerkvijo za vsak dan v letu.

## Zgodovina
Mesto je okoli leta 274 pr. n. št. po hudi škodi Salamisu zaradi potresa ustanovil Ptolemaj II. Filadelf in ga poimenoval "Arsinoe" po njegovi sestri. Arsinoe je Strabon v svoji Geografiji v 1. stoletju pred našim štetjem opisal kot »ribiško mesto«. Dolgo je ostalo majhna ribiška vasica. Kasneje se je kot posledica postopne evakuacije Salamisa zaradi arabske invazije pod vodstvom Muavije I. razvilo v majhno pristanišče.

### Srednjeveška Famagusta
Prelomnica za Famagusto je bilo leto 1192 z nastopom vladavine Lusignanov. V tem obdobju se je Famagusta razvila kot polnopravno mesto. Zaradi naravnega pristanišča in obzidja, ki je varovalo notranjost, je pridobilo pomen za vzhodno Sredozemlje. Njegovo prebivalstvo se je začelo povečevati. Ta razvoj se je pospešil v 13. stoletju, ko je mesto postalo trgovsko središče tako za vzhod kot zahod. Priliv krščanskih beguncev, ki so bežali pred propadom Akka (1291) v Palestini, ga je spremenilo iz majhne vasice v eno najbogatejših mest v krščanskem svetu.
Leta 1372 je pristanišče zasegla Genovska republika, leta 1489 pa Benetke. Komercialna dejavnost je Famagusto spremenila v kraj, kjer so trgovci in lastniki ladij živeli razkošno. Do sredine 14. stoletja naj bi imela Famagusta najbogatejše državljane na svetu. Prepričanje, da se bogastvo ljudi lahko meri s cerkvami, ki so jih zgradili, je te trgovce navdihnilo, da so dali cerkve zgraditi v različnih slogih. Te cerkve, ki še vedno obstajajo, so bile razlog, da je Famagusta postala znana kot "okrožje cerkva". Razvoj mesta se je osredotočil na družbeno življenje bogatih ljudi in je bil osredotočen na Lusignanovo palačo, stolnico, trg in pristanišče.
- Ozemlja, kolonije in trgovske poti Genovske republike
- Ozemlja, kolonije in trgovske poti Beneške republike
- Pogled na Famagusto v 1480-ih iz Beschreibung der Reise von Konstanz nach Jerusalem

### Osmanska Famagusta
V letih 1570–1571 je bila Famagusta zadnja trdnjava na beneškem Cipru, ki se je zdržala proti Turkom pod Lala Mustafa pašo. Upiralo se je trinajstmesečnemu obleganju in strašnemu bombardiranju, dokler se garnizon končno ni vdal. Osmanske sile so izgubile 50.000 mož, vključno s sinom Mustafa paše. Čeprav so pogoji predaje določali, da se beneškim silam dovoli vrnitev domov, so beneškemu poveljniku Marcu Antoniu Bragadinu živemu odsekali glavo, njegov poročnik Tiepolo je bil obešen, veliko drugih kristjanov pa je bilo ubitih.
S prihodom osmanske vladavine so Latini izgubili svoj privilegiran status v Famagusti in so bili izgnani iz mesta. Domorodcem ciprskih Grkov je bilo sprva dovoljeno lastništvo in kupovanje posesti v mestu, vendar so bili v letih 1573–74 izgnani iz obzidanega mesta in so se morali naseliti zunaj na območju, ki se je kasneje razvilo v Varoša. Turške družine iz Anatolije so bile preseljene v mesto za obzidjem, vendar niso mogle zapolniti stavb, v katerih je prej živelo 10.000 prebivalcev. To je povzročilo drastično zmanjšanje prebivalstva Famaguste. Trgovci iz Famaguste, ki so jih večinoma sestavljali izgnani Latini, so se naselili v Larnako in ko je Larnaka cvetela, je Famagusta izgubila pomen kot trgovsko središče. Sčasoma se je Varoša razvila v uspešno kmetijsko mesto zaradi svoje lege stran od močvirja, medtem ko je obzidano mesto ostalo propadajoče.
V obzidanem mestu so nekatere stavbe preuredili v interese muslimanskega prebivalstva: stolnico sv. Nikolaja so preuredili v mošejo (danes znano kot Lala Mustafa paše mošeja), razvili so bazar, javna kopališča, fontane, za potrebe prebivalcev je bila zgrajena tudi teološka šola. Slepe ulice, osmanska urbana značilnost, so bile uvožene v mesto in razvil se je komunalni duh, v katerem je majhno število dvonadstropnih hiš, v katerih je živel manjši višji sloj, soobstajalo z razširjenimi enonadstropnimi hišami.

### Britanska oblast
Z britanskim prevzemom je Famagusta ponovno dobila svoj pomen kot pristanišče in gospodarsko središče, njen razvoj pa je bil v britanskih načrtih posebej usmerjen. Takoj, ko so Britanci prevzeli otok, je bil sprejet zakon o razvoju Famaguste, katerega cilj je bila obnova in preureditev mestnih ulic in dotrajanih zgradb ter boljša higiena. Pristanišče je bilo razvito in razširjeno med letoma 1903 in 1906, ciprska vladna železnica s končno postajo v Famagusti pa se je začela graditi leta 1904. Medtem se je Larnaka še nekaj časa uporabljala kot glavno pristanišče otoka, potem ko je Famagusta uporabljala kot vojaško oporišče. V prvi svetovni vojni se je trgovina bistveno premaknila v Famagusto. Mesto zunaj obzidja je raslo pospešeno, razvoj pa se je osredotočil okoli Varoše. Varoša je postala upravno središče, saj so Britanci tja preselili svoj sedež in bivališča, turizem pa se je v zadnjih letih britanske vladavine močno povečal. V mestu zunaj obzidja sta se močno povečala tudi lončarstvo ter proizvodnja agrumov in krompirja, medtem ko je kmetijstvo v obzidanem mestu ugasnilo. Nova stanovanjska območja so bila zgrajena za sprejem naraščajočega prebivalstva proti koncu britanske vladavine, in do leta 1960 je bila Famagusta sodobno pristaniško mesto , ki je segalo daleč onkraj Varoše in obzidanega mesta.
V britanskem obdobju je prišlo tudi do znatnega demografskega premika v mestu. Leta 1881 so kristjani predstavljali 60 % mestnega prebivalstva, medtem ko je bilo muslimanov 40 %. Do leta 1960 se je prebivalstvo ciprskih Turkov zmanjšalo na 17,5 % celotnega prebivalstva, medtem ko se je prebivalstvo ciprskih Grkov povečalo na 70 %. Mesto je bilo tudi prizorišče enega od britanskih taborišč za internirance za skoraj 50.000 Judov, ki so preživeli holokavst, ki so poskušali emigrirati v Palestino.

### Od osamosvojitve do turške invazije
Od osamosvojitve leta 1960 do turške invazije na Ciper leta 1974 se je Famagusta razvijala jugozahodno od Varoše kot turistično središče. V poznih 1960-ih je Famagusta postala znano zabavno in turistično središče. Prispevek Famaguste k gospodarski dejavnosti države do leta 1974 je daleč presegel njene sorazmerne razsežnosti znotraj države. Medtem ko je bilo prebivalstva le okoli 7 % celotne države, je Famagusta do leta 1974 predstavljala več kot 10 % celotne industrijske zaposlenosti in proizvodnje na Cipru, pri čemer se je osredotočala predvsem na lahko industrijo, ki je bila združljiva z njeno dejavnostjo kot turistično letovišče in je bila znana po kakovostnih izdelkih, od hrane, pijač in tobaka do oblačil, obutve, plastike, lahkih strojev in transportne opreme. Prispevala je 19,3 % poslovnih enot in zaposlovala 21,3 % celotnega števila oseb, ki so se ukvarjale s trgovino na otoku. Delovala je kot glavna turistična destinacija Cipra, saj je gostila 31,5 % hotelov in 45 % skupne posteljne zmogljivosti Cipra. Varoša je delovala kot glavna turistična in poslovna četrt.
V tem obdobju se je urbanizacija Famaguste upočasnila, razvoj podeželja pa se je pospešil. Zato je bila gospodarska rast razdeljena med mesto Famagusta in okrožje, ki je imelo uravnoteženo kmetijsko gospodarstvo, z glavnimi proizvodi citrusi, krompirjem, tobakom in pšenico. Famagusta je vzdrževala dobre komunikacije s tem zaledjem. Mestno pristanišče je ostalo glavno morsko pristanišče na otoku in leta 1961 so ga razširili, da bi podvojili zmogljivost, da bi se prilagodili naraščajočemu obsegu izvoza in uvoza. Pristanišče je opravilo 42,7 % ciprskega izvoza, 48,6 % uvoza in 49 % potniškega prometa.
Uradnega popisa ni bilo od leta 1960, vendar je bilo prebivalstvo mesta leta 1974 ocenjeno na okoli 39.000, če ne štejemo približno 12.000–15.000 oseb, ki so se dnevno vozile iz okoliških vasi in predmestja na delo v Famagusto. Število ljudi, ki so bivali v mestu, bi se v vrhuncu poletnega turističnega obdobja povečalo na približno 90.000–100.000, s pritokom turistov iz številnih evropskih držav, predvsem Velike Britanije, Francije, Nemčije in skandinavskih držav. Večina mestnega prebivalstva so bili ciprski Grki (26.500), z 8500 ciprskimi Turki in 4000 ljudmi iz drugih etničnih skupin.

### Od turške invatije do danes
Med drugo fazo turške invazije na Ciper 14. avgusta 1974 so nižino Mesaoria preplavili turški tanki, Famagusto pa je bombardirala turška letala. Turška vojska je potrebovala dva dni, da je zasedla mesto, pred tem pa je celotno prebivalstvo ciprskih Grkov Famaguste pobegnilo na okoliška polja. Večina teh ciprskih Grkov je verjela, da se jim bo, ko se bo začetno nasilje umirilo, dovolili vrnitev.
Zaradi turških zračnih napadov je umrlo na desetine civilistov, vključno s turisti.
Za razliko od drugih delov območij na Cipru, ki so pod nadzorom Turčije, je Varoša predmestje Famaguste turška vojska ogradila takoj po zajetju in je ostalo ograjeno do oktobra 2020, ko je TRNC ponovno odprl nekatere ulice za obiskovalce. Nekaterim ciprskim Grkom, ki so pobegnili iz Varoše, je bil dovoljen ogled mesta, novinarjem pa je bil dovoljen vstop.
Resolucija Varnostnega sveta ZN 550 (1984) meni, da so vsi poskusi, da bi kateri koli del Famaguste naselili ljudje, ki niso njeni prebivalci, nedopustni in poziva k prenosu tega območja pod upravo ZN. Resolucija Varnostnega sveta ZN 789 (1992) prav tako poziva, da se zaradi izvajanja resolucije 550 (1984) območje, ki je trenutno pod nadzorom mirovnih sil Združenih narodov na Cipru, razširi na Varoša.

## Mesto
Zgodovinsko mestno jedro Famaguste obkrožajo utrdbe Famaguste, ki imajo približno pravokotno obliko, ki so jih zgradili predvsem Benečani v 15. in 16. stoletju, čeprav so nekateri deli obzidja datirani v starejše čase, vse do leta 1211. Nekatere pomembne znamenitosti in zanimivosti za obiskovalce v starem mestu so:
- Lala Mustafa paše mošeja
- Grad Otello zgradili so ga Lusignani v 14. stoletju, pozneje pa so ga preoblikovali Benečani. Sodobno ime gradu izhaja iz osebe v Shakespearovi drami Otello.[21]
- Palazzo del Provveditore – kraljeva palača Lusignanov, kasneje spremenjena in uporabljena kot guvernerjeva uradna rezidenca v času beneške vladavine. Osrednji deli palače so popolnoma uničeni, ostal je le veliko pročelje in zadnje dvoriščne stene.
- Cerkev sv. Frančiška
- mošeja Sinana paše
- Cerkev sv. Jurija Grškega
- Cerkev sv. Jurija Latinskega
- Cerkve dvojčkov
- Nestorijanska cerkev (uradno znana kot cerkev sv. Jurija Izgnanca); Prvotno zgrajena kot cerkev, ki pripada Cerkvi vzhoda, starodavni nestorijanski veji vzhodnega krščanstva, je bila v britanski dobi po stoletjih uporabe kot hlev za kamele v osmanski dobi spremenjena v grško pravoslavno cerkev. Je ena izmed legendarnih "365 cerkva Famaguste".
- Ječa Namık Kemal; znana po tem, da je bila med letoma 1873 in 1876 bivališče vplivnega turškega pisatelja Namıka Kemala.
- Cerkev Agios Ioannis
- Beneška hiša
- Akkule Masjid
- Mošeja Mustafa paše
- samostan Ganchvor je armenska apostolska cerkev v Famagusti

V poročilu iz oktobra 2010 z naslovom Reševanje naše izginjajoče dediščine je sklad za globalno dediščino Famaguste, »pomorsko starodavno mesto kraljev križarjev«, uvrstil med 12 območij, ki so najbolj »na robu« nepopravljive izgube in uničenja, pri čemer je navedel nezadostne pritiske upravljanja in razvoja.

## Gospodarstvo
Famagusta je pomembno trgovsko središče Severnega Cipra. Glavne gospodarske dejavnosti v mestu so turizem, izobraževanje, gradbeništvo in industrijska proizvodnja. Ima prosto pristanišče s površino 115 hektarjev, ki je najpomembnejše morsko pristanišče Severnega Cipra za potovanja in trgovino. Pristanišče je pomemben vir dohodka in zaposlitve za mesto, čeprav je obseg trgovine omejen zaradi embarga proti Severnemu Cipru. Zaradi svojih zgodovinskih znamenitosti, vključno z obzidanim mestom, Salamisom, gradom Othello in cerkvijo sv. Barnabe, pa tudi peščene plaže, ki ga obkrožajo, je turistična atrakcija; potekajo tudi prizadevanja, da bi mesto postalo privlačnejše za mednarodne kongrese. Univerza vzhodnega Sredozemlja je tudi pomemben delodajalec in zagotavlja pomemben dohodek in dejavnost ter priložnosti za gradbeni sektor. Univerza pridobiva tudi usposobljeno delovno silo, ki spodbuja mestno industrijo in omogoča preživetje komunikacijske industrije. Mesto ima dve industrijski coni: veliko industrijsko cono in malo industrijsko cono. V mestu je tudi ribiško pristanišče, vendar neustrezna infrastruktura pristanišča omejuje rast tega sektorja. Industrija v mestu je bila tradicionalno osredotočena na predelavo kmetijskih proizvodov.
Zgodovinsko gledano je bilo pristanišče glavni vir dohodka in zaposlitve mesta, še posebej takoj po letu 1974. Vendar pa je postopoma izgubilo svoj pomen za gospodarstvo, saj se je delež zaposlenih v Famagusti zaradi različnih razlogov zmanjševal. Vendar je še vedno glavno pristanišče za trgovino na Severnem Cipru, saj je več kot polovica ladij, ki so prišle na Severni Ciper leta 2013, prišla v Famagusto. To je drugo najbolj priljubljeno morsko pristanišče za potnike, za Kirenijo, z okoli 20.000 potniki, ki so uporabljali pristanišče v letu 2013.

## Kultura
Obzidano mesto Famagusta vsebuje številne edinstvene stavbe. Famagusta ima obzidje, priljubljeno med turisti. Vsako leto organizirajo mednarodni festival umetnosti in kulture. Med festivalom se odvijajo koncerti, plesne predstave in gledališke predstave.
Rast turizma in mestna univerza sta spodbudila razvoj živahnega nočnega življenja Famaguste. Nočno življenje v mestu je še posebej aktivno v noči na sredo, petek in soboto ter v toplejših mesecih leta, od aprila dalje. Večji hoteli v mestu imajo igralnice, ki skrbijo za svoje stranke. Salamis Road je območje Famaguste, kjer so skoncentrirani bari, ki jih obiskujejo študenti in domačini, in je zelo živahna, zlasti poleti.
Grad Othello v Famagusti je prizorišče igre Othello Williama Shakespeara. Mesto je tudi prizorišče romana Victorie Hislop iz leta 2015 The Sunrise in romana Michaela Paraskosa iz leta 2016 In Search of Sixpence. Mesto je rojstni kraj istoimenskega junaka renesančnega protoromana Fortunatus.

### Pobratena mesta
Famagusta je pobratena z:
- İzmir, Turčija (od 1974)
- Krf, Grčija (od 1994)[31]
- Patras, Grčija (od 1994)[31]
- Antalya, Turčija (od 1997)
- Salamina (mesto), Grčija (od 1998)[31]
- Struga, Severna Makedonija
- Atene, Grčija (od 2005)[31]